# Sericesthis ignota
Sericesthis ignota är en skalbaggsart som beskrevs av Britton 1987. Sericesthis ignota ingår i släktet Sericesthis och familjen Melolonthidae. Inga underarter finns listade i Catalogue of Life.